# Rappahannock River
Der Rappahannock ist ein Fluss im Osten des Bundesstaats Virginia der Vereinigten Staaten von Amerika.

## Verlauf
Die Quelle des Rappahannock entspringt in den Blue Ridge Mountains bei Chester Gap im Rappahannock County. Der Fluss mündet in die Chesapeake Bay. Er erstreckt sich über eine Länge von 296 Kilometern. Der Rappahannock hat ein Einzugsgebiet von 4134 km², was 3,7 % der Fläche von Virginia entspricht.

### Nebenflüsse
Ein rechter Nebenfluss ist der Rapidan River, der etwa 16 Kilometer nordwestlich von Fredericksburg mündet.

## Geschichte
Der Rappahannock River gilt in den USA als geschichtsträchtiges Gewässer. Nicht nur war er der Ort früher Siedlungen in Virginia, er wurde auch zum Schauplatz von Schlachten während des Amerikanischen Bürgerkriegs. Teilweise wurde der Fluss als Grenze zwischen den verfeindeten Parteien betrachtet und die Kontrolle über die Ufer wechselte mehrmals. Die bekanntesten Auseinandersetzungen entlang des Flusses waren die Schlacht von Fredericksburg und die Schlacht an der Rappahannock Station, beide im Jahre 1862.

## Orte am Fluss
Die Besiedelung begann um 1710 auf Betreiben des Gouverneurs Alexander Spotswood, der Siedler aus der Schweiz und Rheinland-Pfalz veranlasste, die Eisenerzvorkommen abzubauen.
- Fredericksburg
- Remington
- Tappahannock

## Name
Der Name stammt aus der Algonkin-Sprache und heißt dort lappihanne oder auch toppehannock, was so viel wie „schnell ansteigendes Wasser“ oder auch „wo die Strömung kommt und geht“ bedeutet.